# 沃什本鎮區 (阿肯色州錫巴斯琴縣)
沃什本鎮區（英語：Washburn Township）是位於美國阿肯色州錫巴斯琴縣的一個行政鎮區。

## 地方資料
沃什本鎮區的面積為37.34平方千米，當中陸地面積為36.03平方千米，而水域面積為0.31平方千米。根據2010年美國人口普查的數據，當地共有人口487人，而人口密度為每平方千米13.04人。